# Verwundetenabzeichen

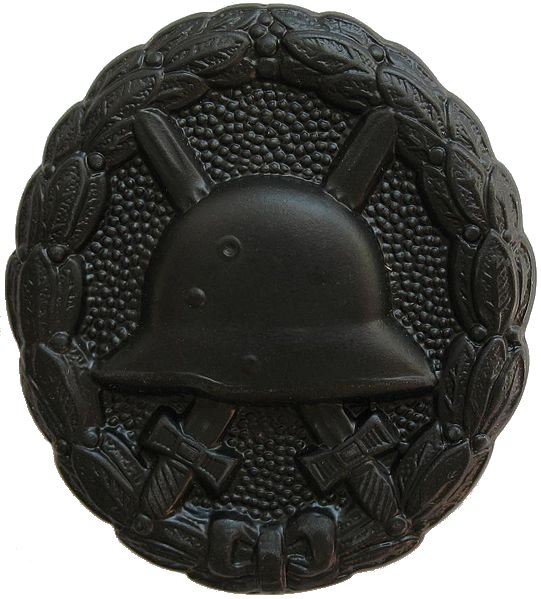
Das deutsche Verwundetenabzeichen (1918) in Schwarz

Das Verwundetenabzeichen war eine deutsche militärische Auszeichnung für im Dienst verwundete Soldaten, die erstmals 1918 von Kaiser Wilhelm II. gestiftet wurde.

## Verwundetenabzeichen (1918)

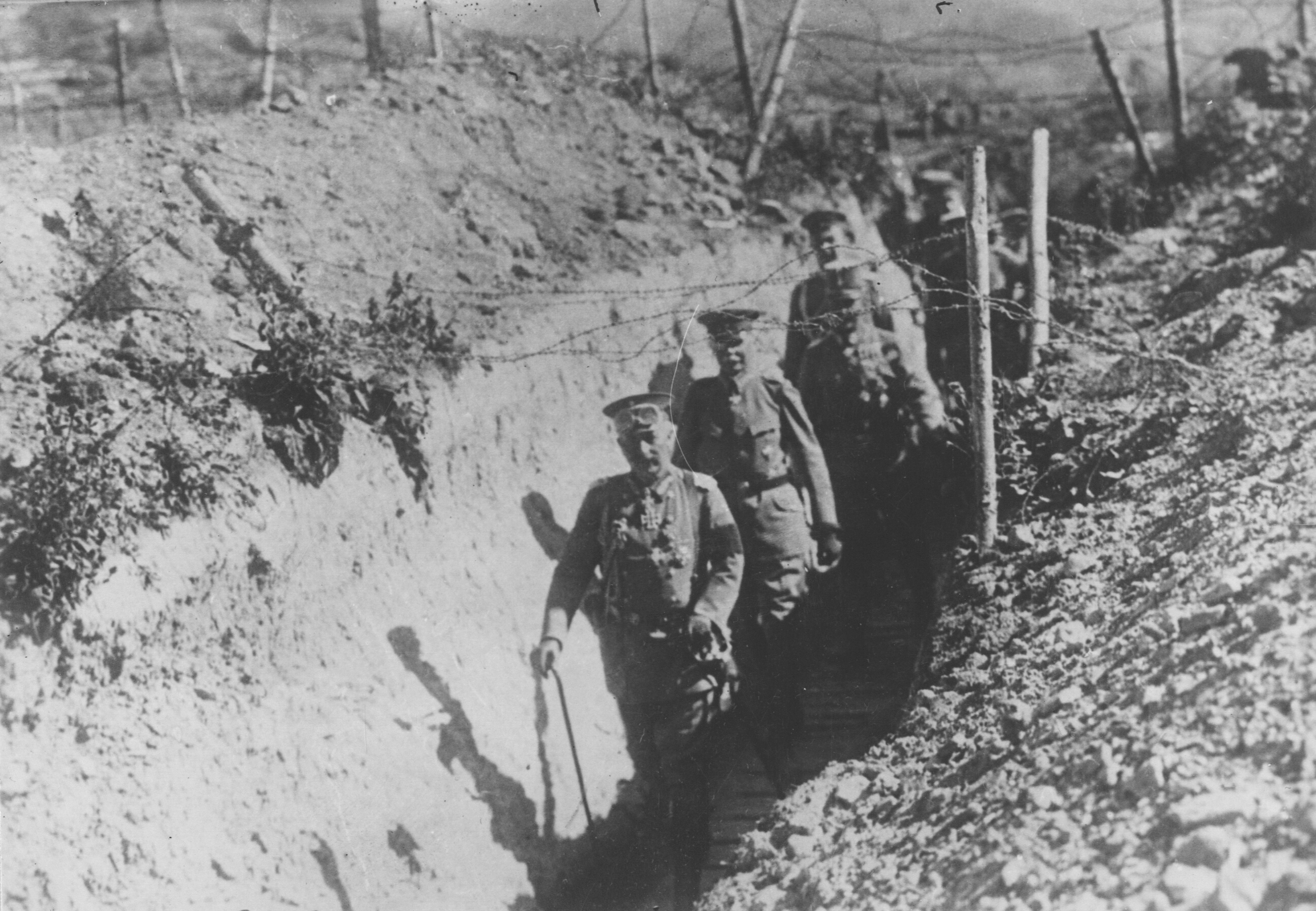
Kaiser Wilhelm II. durchschreitet am 4. April 1918 bei einem Frontbesuch eine Grabenanlage

Wilhelm II. stiftete am 3. März 1918 ein Verwundetenabzeichen als Auszeichnung für verwundete Angehörige des Deutschen Heeres (einschließlich Flieger-, Luftschiffer- und Ballontruppen) im Weltkrieg. Es konnte seit dem 8. Juli desselben Jahres auch an Angehörige der Kolonialtruppen in den deutschen Kolonien verliehen werden.
Die Verleihungsbestimmungen besagten u. a.:
„Ich will den im Dienste des Vaterlandes Verwundeten als besondere Anerkennung ein Abzeichen verleihen. Das Abzeichen soll die auszeichnen, die für das Vaterland geblutet haben oder im Kriegsgebiet durch feindliche Einwirkung ihre Gesundheit verloren haben und infolgedessen dienstunfähig sind.“
Das Abzeichen wurde in drei Stufen verliehen:
- in Schwarz (für ein- und zweimalige Verwundung)
- in Mattweiß (für drei- und viermalige Verwundung)
- in Mattgelb (für fünf- und mehrmalige Verwundung)

## Marineverwundetenabzeichen
Für die Angehörigen der Kaiserlichen Marine stiftete Wilhelm II. am 24. Juni 1918 ein ähnliches Marineverwundetenabzeichen, das sich äußerlich durch das dargestellte Bildmotiv unterschied. Auch hier wurden dieselben drei Stufen (Schwarz, Mattweiß und Mattgelb) vergeben. Die Auszeichnung wurde ausschließlich bei Verwundung in Seegefechten verliehen.
Trägern der Auszeichnung, die ab 1939 im Heeresdienst eine weitere Verwundung erlitten, war im Zweiten Weltkrieg der Umtausch in das Verwundetenabzeichen (1939) befohlen.
|            |             |             |
| in Schwarz | in Mattweiß | in Mattgelb |

## Verleihung der Verwundetenabzeichen des Ersten Weltkriegs
Die Verwundetenabzeichen des Ersten Weltkriegs wurden zum größten Teil erst nach Kriegsende auf Antrag verliehen. Anträge waren bis 1933 bei militärischen Behörden zu stellen. Mit der Machtübernahme der Nationalsozialisten waren die Versorgungsämter der Städte für die Anträge zuständig. Der Antragsteller benötigte einen Nachweis über die Verwundung mit militärischer Beglaubigung.

## Verwundetenabzeichen für Spanienkämpfer
Das Verwundetenabzeichen für deutsche Freiwillige im spanischen Freiheitskampf wurde am 22. Mai 1939 durch Adolf Hitler gestiftet. Es zeichnete jene Soldaten aus, die im Spanischen Bürgerkrieg (1936–1939) als Angehörige der Legion Condor auf Seiten der Falangisten General Francos gekämpft hatten und bei ihrem Einsatz oder in spanischen Gewässern verletzt worden waren. Bei ein- oder zweimaliger Verwundung wurde es in Schwarz, bei drei- oder mehrmaliger Verwundung in Silber verliehen. Insgesamt kamen 182 schwarze und ein silbernes Verwundetenabzeichen zur Verleihung. Eine goldene Verleihung hat es dagegen nicht gegeben. Es ist dennoch zu erwähnen, dass das Verwundetenabzeichen der „1. Form“ in der Goldstufe noch bis an das Jahr 1940 verliehen worden ist, weil das inzwischen gestiftete Verwundetenabzeichen (1939) noch nicht in ausreichender Menge verfügbar war, insbesondere beim und nach dem Überfall auf Polen.
|            |           |         |
| in Schwarz | in Silber | in Gold |

## Verwundetenabzeichen (1939)
Das Verwundetenabzeichen (1939) wurde am 1. September 1939 gestiftet. Es zeichnete jene Soldaten aus, die im Zweiten Weltkrieg durch Feindeinwirkung sowie unverschuldet durch eigene Kampfmittel verwundet oder durch schwere Erfrierungen bei Kampfhandlungen verletzt wurden. Eingeschlossen waren Angehörige der SS und der Polizei. Die Verleihungsbedingungen sind bis zum 24. September 1944 mehrfach erweitert worden und jeweils rückwirkend ab September 1939. Ab 1940 erhielten Angehörigen der Organisation Todt, Reichsarbeitsdienst,  Arbeiter und auf Angehörigen der Technischen Nothilfe die zum Ausbau des Westwalls eingesetzten waren, ferner Mitarbeiter der Deutschen Reichsbahn das Abzeichen. Ab 1943 erhielten alle deutschen Männer, Frauen und Kinder, die durch Feindeinwirkung verwundet wurden, rückwirkend ab l. September 1939, das Verwundetenabzeichen. 
Für ein- und zweimalige Verwundung wurde es in Schwarz, für drei- und viermalige Verwundung in Silber und für mehr als vier Verwundungen in Gold verliehen. Bei schweren Verletzungen konnte eine Stufe übersprungen werden. Seit dem 23. Dezember 1940 bekamen Soldaten bei Erblindungen das Goldene Verwundetenabzeichen, auch wenn die Erblindung bei Unfällen ohne Einwirkung von feindlichen Kampfmitteln entstanden war.
Das Abzeichen wurde auf der linken Brustseite – zumeist auf der Brusttasche – versetzt unterhalb der Kriegsauszeichnungen, aber oberhalb der Ehrenzeichen der NSDAP und der unterschiedlichen anerkannten Sportabzeichen angebracht.
Verwundungen im Ersten Weltkrieg, bei Einsätzen gegen Revolutionäre 1918 bis 1920 sowie in den sogenannten Grenzschutzkämpfen (Kärnten 1918/19, Schlesien 1918–21) und im Spanischen Bürgerkrieg konnten bei der Bestimmung der jeweiligen Stufe angerechnet werden.
| Verwundetenabzeichen (1939) | Verwundetenabzeichen (1939) | Verwundetenabzeichen (1939) |
| --------------------------- | --------------------------- | --------------------------- |
|                             |                             |                             |
| in Schwarz                  | in Silber                   | in Gold                     |

## Verwundetenabzeichen 20. Juli 1944
Das Verwundetenabzeichen 20. Juli 1944 wurde im August 1944 von Adolf Hitler gestiftet und an alle Personen verliehen, welche beim Attentat vom 20. Juli 1944 Verletzungen erlitten hatten oder getötet worden waren. Die massiv aus Silber gefertigte Auszeichnung ähnelt dem Verwundetenabzeichen von 1939. Unter dem Stahlhelm befindet sich jedoch zusätzlich die zweizeilige Inschrift 20. JULI 1944 sowie das Faksimile von Hitlers Autogramm.
Das Verwundetenabzeichen 20. Juli 1944 wurde am 2. September 1944 in einer offiziellen Zeremonie an 24 Personen verliehen, drei davon posthum. Hitler selbst nahm die Auszeichnung ebenfalls an, trug sie aber nie.

## Nachträgliche Verleihung und Tragevorschriften nach 1945
Ebenso wie nach dem Ersten Weltkrieg kann auch nach 1945 die Trageberechtigung für das Verwundetenabzeichen gemäß § 13 der Verordnung über den Besitznachweis für Orden und Ehrenzeichen und den Nachweis von Verwundungen und Beschädigungen beantragt werden. Voraussetzung ist der Nachweis über kriegsbedingte Verwundungen oder Beschädigungen entsprechend den Bestimmungen über die Kriegsopferversorgung. Gemäß dem Gesetz über Titel, Orden und Ehrenzeichen vom 26. Juli 1957 darf die Auszeichnung nur ohne Hakenkreuz getragen werden.
Davon ausgenommen sind das Verwundetenabzeichen für deutsche Freiwillige im spanischen Freiheitskampf sowie das Verwundetenabzeichen 20. Juli 1944, die beide in keinerlei Form in Deutschland getragen werden dürfen.
|            |           |         |
| in Schwarz | in Silber | in Gold |